# Thrasya achlysophila
Thrasya achlysophila är en gräsart som beskrevs av Thomas Robert Soderstrom. Thrasya achlysophila ingår i släktet Thrasya och familjen gräs. Inga underarter finns listade i Catalogue of Life.